# Renenutet
|  |

|  |

|  |

|  |

|  |

|  |

|  |

|  |

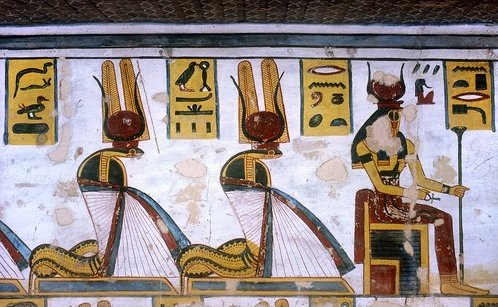
Nepret, Renenutet y Hu representados como cobras (Dinastía XX).

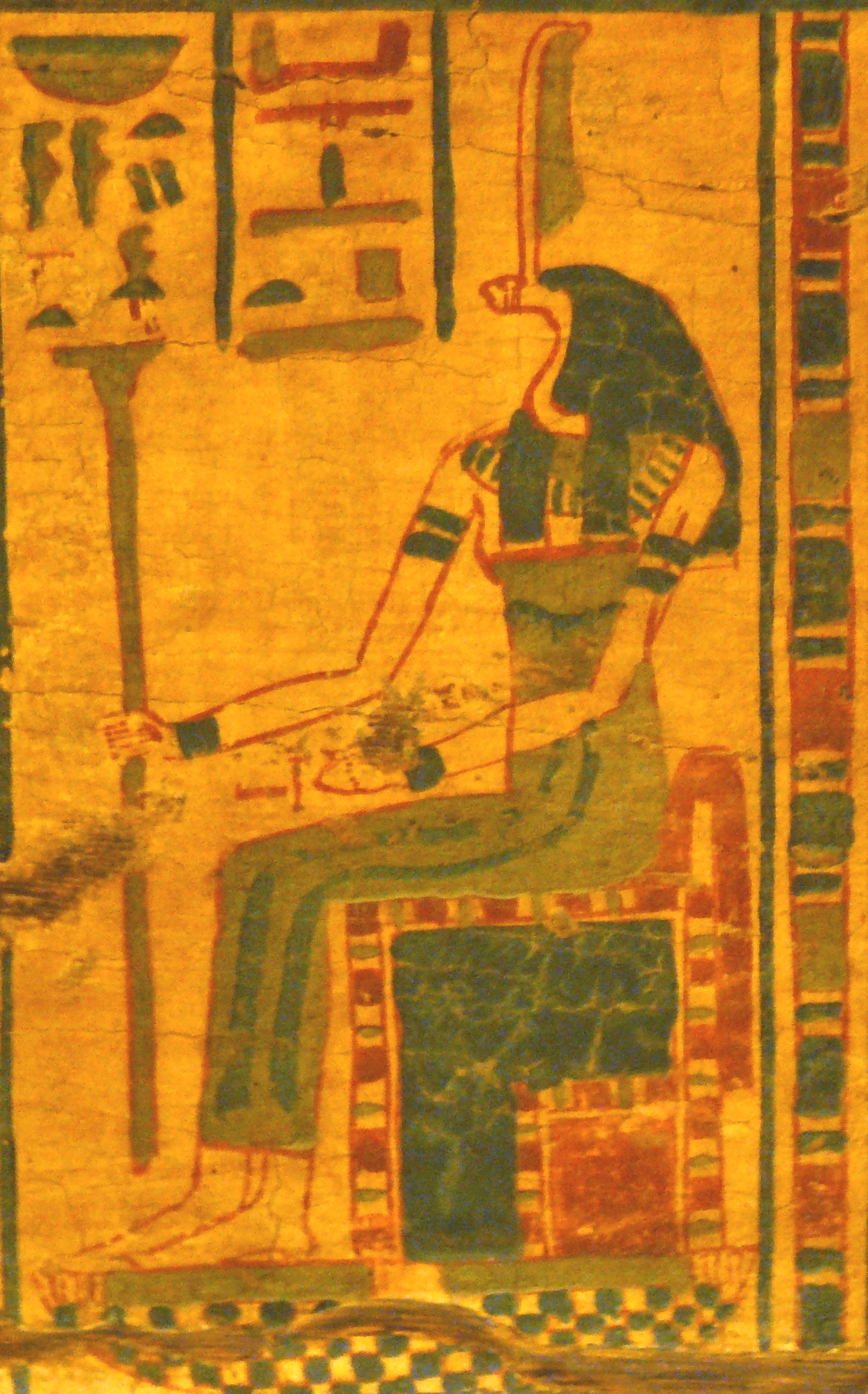
Renenutet.

En la mitología egipcia, Renenutet (también transliterada como Rannut, Ernutet o Renenet y en griego, Hermutis o Termutis) es una diosa cobra de la alimentación, la fertilidad y la cosecha y guardiana del faraón.
En su versión más primitiva era una deidad celeste, y más tarde se haría diosa de los graneros, de las cosechas y de los alimentos, siendo la madre del dios del grano Nepri, que sería venerado sobre todo en El Fayum. Por su relación con las cosechas y su representación como serpiente, es posible que fuese una de las diosas más antiguas del panteón egipcio y venerada desde tiempos predinásticos. La importancia de una buena cosecha en el Antiguo Egipto, llevaba al pueblo a hacerle numerosas ofrendas durante el tiempo de la misma. Inicialmente, su culto se centró en Terenutis. 
A veces, como diosa de la alimentación, se la podía ver con su marido, el dios cocodrilo Sobek, creador del río Nilo, que con sus inundaciones anuales depositaba el fértil limo que permitía abundantes cosechas. 
Más generalmente, a Renenutet se la consideraba la madre de Nehebkau, a veces representado también como serpiente. Como la madre de Nehebkau, Renenutet tenía entonces por marido a Geb, que representaba la Tierra.
Su nombre sugiere la idea de nodriza o aya de niños. Se enfatiza así su papel como encarnación de la divina maternidad, representada como una mujer (o una mujer con cabeza de cobra) que amamanta a su hijo. En la época de las pirámides es primordial la protección y tutela de Renenutet a los gobernantes.
Junto a la diosa Mesjenet impulsa al nonato a su nacimiento y le fomenta el deseo de vivir, cuidando de que la madre tenga leche suficiente para amamantarlo. También sería la encargada de dar alimento a los difuntos para que puedan sobrevivir en el Más Allá. Otro de sus aspectos es su identificación con Maat y así en la Letanía de Ra se la denomina "Señora de la Justificación".
También representa el poder mágico de las vestiduras de lino usadas por el rey y los vendajes de las momias por lo que se la llama la "señora de las vestimentas" y más tarde se la asociaría al destino de los humanos.
Como diosa serpiente adorada por todo el Bajo Egipto, Renenutet fue asociada cada vez más con la diosa Uadyet, poderosa protectora de la zona y otra diosa serpiente representada como una cobra. Finalmente, Renenutet fue identificada como una forma alternativa de Uadyet, cuya mirada se decía que masacraba a los enemigos. Uadyet es la cobra de la corona de los faraones.
A Renenutet se la representa como una cobra o como una mujer con la cabeza de una cobra, a veces, amamantando al infante real y puede llevar una corona con dos plumas, un ureo o el disco solar entre dos cuernos.
Son numerosas las representaciones de la diosa impulsadas por reyes como Amenemhat III en Al Fayum y existen templos con capillas dedicadas a ella en lugares como Medinet Madi.